# Любомир Клисуров
Любомир Клисуров е подводен фотограф, професионален водолаз и морски изследовател. През 1961 г. се обучава в първия варненски леководолазен курс, от 1971 г. е инструктор леководолаз, а през 1981 г. е удостоен с най-високата водолазна инструкторска степен за България.
През 1967 г. той завършва специалността „Техника и технология на сондирането“ във Висшия минногеоложки университет в София и на следващата година постъпва на работа в лабораторията „Подводни изследвания“ към варненския Институт по океанография и рибно стопанство.
През 1968–1970 Любомир Клисуров е един от създателите и организаторите на експеримента с подводния обитаем дом „Шелф-1“.
През 1972–1973 г. той е стипендиант на ЮНЕСКО в САЩ по въпросите на продължителното пребиваване на човек под водата. Там посещава най-развитите университетски и професионални водолазни и хипербарни центрове, завършва курс за пещерен водолаз, като е № 35 в новосъздадената Асоциация на пещерните водолази в САЩ, и се сдобива с първия си подводен фотоапарат „Никонос I“.
По това време лабораторията „Подводни изследвания“ преминава към създадения Институт по океанология на БАН във Варна. В него от 1975 г. той е научен сътрудник.
През 1973–1974 г. Любомир Клисуров участва в организирането на експериментите и като акванавт в подводната обитаема лаборатория „Черномор“, където живее, работи и снима със своя „Никонос I“ на 20 метра дълбочина общо три седмици. В периода 1976–1982 г. участва в проектирането и експериментите с първите български дълбоководни водолазни системи и сам многократно се спуска под вода с водолазен звънец и изкуствени дихателни смеси до 100 метра в Черно море и до 165 метра в Средиземно море.
Активно започва да се занимава с подводна фотография от 1982 г. Използва подводен фотоапарат „Никонос V“ с пълен комплект обективи и приспособления за макро- и широкоъгълна подводна фотография. Снима предимно в Черно море.
През 1986 и 1997 г. регистрира за първи път и фотографира появилите се два нови животински вида – нашественици в Черно море – ктенофорите мнемиопсис лейди и берое овата. През 2004–2006 г. регистрира и фотографира мутиралите варианти на черноморските раци пустинници Clibanarius erythropus и Diogenes varians, настанили се в черупки на охлюва рапана.
В периода 1984–1991 г. прави множество подводни снимки по кораловите рифове на Карибско море, край бреговете на Куба. От 1983 г. организира, а през 1990–1991 г. участва в съвместна българо-кубинска дълбоководна експедиция за търсене на потънали испански галеони край бреговете на Куба.
През 1991–1992 г. участва в изграждането на хипербарен комплекс за лечение с кислород под налягане във Военноморската болница във Варна.
През 1993 г. завършва водолазен курс на PADI (Американска асоциация на водолазните инструктори). От 1997 г. е инструктор-водолаз на CMAS (Световна конфедерация по подводна дейност). От 2006 г. е инструктор по подводна фотография на CMAS. Член е на международния клуб на NIKON за подводни фотографи и е председател на фотовидео комисията към Българската национална асоциация по подводна дейност (БНАПД).
От 1992 г. Любомир Клисуров редовно участва в международни прояви по подводна фотография – Blue Dolphin (1992; 1993), Coralis (1994), Първа Световна купа по подводна фотография (1995), Подводен фотолов (1997, 1999), VIII Световно първенство по подводна фотография (2000), I Международен фестивал по подводна фотография и видео (2001), Фото сафари „King Snefro 4“ (2004), II Международен фестивал по подводна фотография и видео (2006).
Носител е на сребърен медал на анонимен конкурс по подводна фотография, организиран от Световната федерация по подводна дейност (CMAS) (1993), първа награда на Втория международен фотоконкурс „Земя за всички“ (1996), награда „Варна“ за постижения в областта на подводната фотография (1999), голямата награда на Кодак-България в конкурса „Свят в цвят“ (1999), специалната награда на организационния комитет на I Международен фестивал по подводна фотография, Истанбул (2001), първа награда за макрофотография на II Международен фестивал по подводна фотография и видео, Фамагуста, (2006).
Има 11 самостоятелни изложби – девет в България (1992-2004), а също в Испания (1996) и Португалия (1998).
Представен е с подводни фотографии в международния алманах 100 Ans de Photographie Sous-Marine, Alain Schrotter Edition, Luxembourg, 1993; Bulgaria – National Heritage, Тилия, София, 1996; Biological Diversity in the Black Sea, United Nations Publication, New York, 1997; How to save the Black Sea by Laurence D. Mee, BSDP Edition, 2000; алманаха OCEAN, Dorling Kindersley Limited, London, 2006; Biological globalisation, KNNV Editors, Netherlands, 2006.
Автор е на поредицата „Очи в очи с подводния свят“ в списание „Морски свят“, а също и на множество научнопопулярни статии и материали за подводната фотография, илюстрирани с негови снимки, в български и чуждестранни списания. През 2002 г. илюстрира с подводни фотографии от флората и фауната на Черно море създадения по програма CESUM-BS представителен диск „Галерия“ за екзотични видове от биоразнообразието на Черно море. Автор е на поредица от материали и снимки за живота в Черно море в българското издание за деца на National Geographic – Откривател (2003) и на раздела за подводна фотография в учебника Основи на водолазното дело от Илия Кръстев, Петър Ганчев, График-Варна, 2005
През 2008 г. издава първия и единствен фотоалбум, представящ флората и фауната на Черно море в нейната пълнота – „Черно море под водата“  Архив на оригинала от 2008-06-03 в Wayback Machine..